# Cristy Solari
Cristy Solari (Esmirna, 28 d'octubre de 1884 - Roma, 26 d'octubre de 1974) fou un tenor italià nascut a Grècia.
Cristiano Solari, conegut artísticament com a Cristy o Christy, va néixer a Esmirna (avui İzmir), a l'Imperi Otomà. El seu nom grec era Christos Solaris. El seu pare era d'origen llevantí i la seva mare, grega.
Va rebre formació vocal a Milà amb Serafino Di Falco. El seu primer paper operístic va ser Arturo a I puritani, estrenat el 1914 al Teatro Sociale de Màntua. L'any següent, va obtenir un gran èxit a La Scala de Milà interpretant el Duc de Màntua a Rigoletto. La seva trajectòria el va portar el 1916 al Teatro Chiarella de Torí, on va destacar en muntatges de Rigoletto i La Favorita. El 1917 va actuar al Teatre Regio de Parma.
Després de la Primera Guerra Mundial, va enfocar la seva carrera als teatres d'òpera italians, actuant a ciutats com Bari, Catània i Cremona, a més de tornar a Torí (Teatro Regio) i debutar a Venècia (Teatro La Fenice). El 1927 es va presentar al Teatre Carlo Felice de Gènova en els papers d'Edgardo a Lucia di Lammermoor i Pinkerton a Madama Butterfly. El 1926 ja havia actuat als Països Baixos, i el 1929 va formar part de la programació del Teatro Colón de Buenos Aires, on va participar en l'estrena de l'òpera Il re de Giordano.
El 1930, després de noves actuacions a Parma i Torí, va traslladar-se a Viena, on va debutar com a Pinkerton a Madama Butterfly de Puccini. Va cantar diverses temporades al Gran Teatre del Liceu de Barcelona. Entre 1931-1932 i el 1938 va ser contractat pel Teatre Verdi de Trieste. El 1937 va retornar a La Scala, on va assumir el paper de Nadir a Les Pêcheurs de perles de Bizet. Va retirar-se definitivament dels escenaris el 1946.